# Croydon Park, Nam Úc
Croydon Park, Nam Úc là một ngoại ô của Thành phố Port Adelaide Enfield ở miền tây bắc thành phố Adelaide, thủ đô tiểu bang Nam Úc, nước Úc. Mã bưu điện của ngoại ô là 5008. Các vùng liền kề là Dudley Park, Devon Park, Renown Park, Regency Park, Ferryden Park Kilkenny, và West Croydon.